# Hara Berezaiti
Hara Berezaiti o Harā Bərəzaitī (in avestano: 𐬵𐬀𐬭𐬁 𐬠𐬆𐬭𐬆𐬰𐬀𐬌𐬙𐬍) è la montagna sacra che, secondo la religione degli antichi Persiani, si trovava ai confini del mondo. Le anime dei defunti dovevano valicarla prima di inoltrarsi sul ponte Cinvant. Nello Shāh-Nāmeh, opera poetica del poeta persiano Firdusi, il monte diventa il rifugio del re Farīdūn dopo che questo si nasconde per non essere raggiunto dalle spie del demone Zahhak. La montagna viene spesso identificata con la catena montuosa degli Elburz, che si trova nel Caucaso. Nella cosmogonia avestana Hara Berezaiti è il centro geografico dell'universo, circondato dalle steppe dell'Airyanem Vaejah, la prima delle sette terre create da Ahura Mazda.

## Etimologia
Harā Bərəzaitī riflette il Proto-iraniano *Harā Bṛzatī. *Harā può essere interpretato come "sorveglianza" o "guardia", dalla radice indo-europea *ser-, che significa "proteggere". *Bṛzatī è la forma femminile dell'aggettivo *bṛzant-, che significa "alto" (cfr. il Celtico *brigant-,  contenuto nel nome del popolo dei Briganti, ed il Germanico *burgund-, contenuto nel nome dei Burgundi, dal Protoindoeuropeo *bʰérǵʰonts). Harā Bərəzaitī si traduce dunque in "posto di guardia alto".
La montagna è nota anche con degli aggettivi secondari, tra i quali sono presenti Haraitī "quella di guardia", Taēra "picco" (in Persiano medio: Tērag) and Hukairya "di buone azioni" (in Persiano medio: Hukar).